# Ai No Corrida
Singles de Chaz Jankel
109
(1981)
Ai No Corrida est une chanson interprétée par Chaz Jankel qui figure sur son premier album, Chaz Jankel (1980), suivi d'une parution en single. Elle est écrite par Chaz Jankel et Kenny Young.
Le titre sera repris en 1981 par Quincy Jones pour son album The Dude et connaîtra un certain succès en single dans les classements musicaux. Ai No Corrida fut également repris en 2005 par le groupe Uniting Nations avec la participation de Laura More.

## Genèse
Ai No Corrida, écrite par Jankel et Young, est paru pour la première fois sur l'album homonyme de Jankel, en 1980. Le titre de la chanson est basé sur le titre japonais du film L'Empire des sens (Ai no korīda) et qui signifie « Corrida de l'amour ».

## Version originale
La version de Jankel est parue en single, mais ce dernier s'est classé uniquement en Belgique flamande, à la dix-huitième place du classement des meilleures ventes de singles. Toutefois, en 1982, paru en face B du maxi 45 tours de Glad To Know You, le titre parvient à se classer sur le territoire américain à la première place du Billboard Hot Dance Club Songs.
| Classement (1981)                      | Meilleure position |
| -------------------------------------- | ------------------ |
| Belgique (Flandre Ultratop 50 Singles) | 18                 |

## Autres versions

### Version de Quincy Jones

#### Classements
| Classements (1981)                 | Meilleure position |
| ---------------------------------- | ------------------ |
| Autriche (Ö3 Austria Top 40)       | 20                 |
| France (SNEP)                      | 7                  |
| Royaume-Uni (UK Singles Chart)     | 14                 |
| États-Unis (Billboard Hot 100)     | 28                 |
| États-Unis (Hot R&B/Hip-Hop Songs) | 10                 |
| Suède (Sverigetopplistan)          | 16                 |